# Schloss Krásný Dvůr

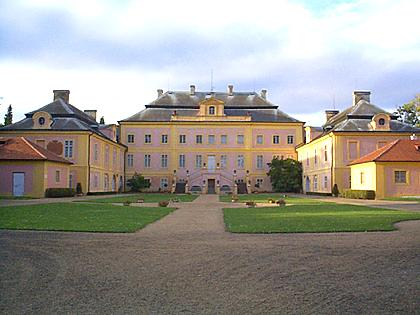
Schloss Krásný Dvůr

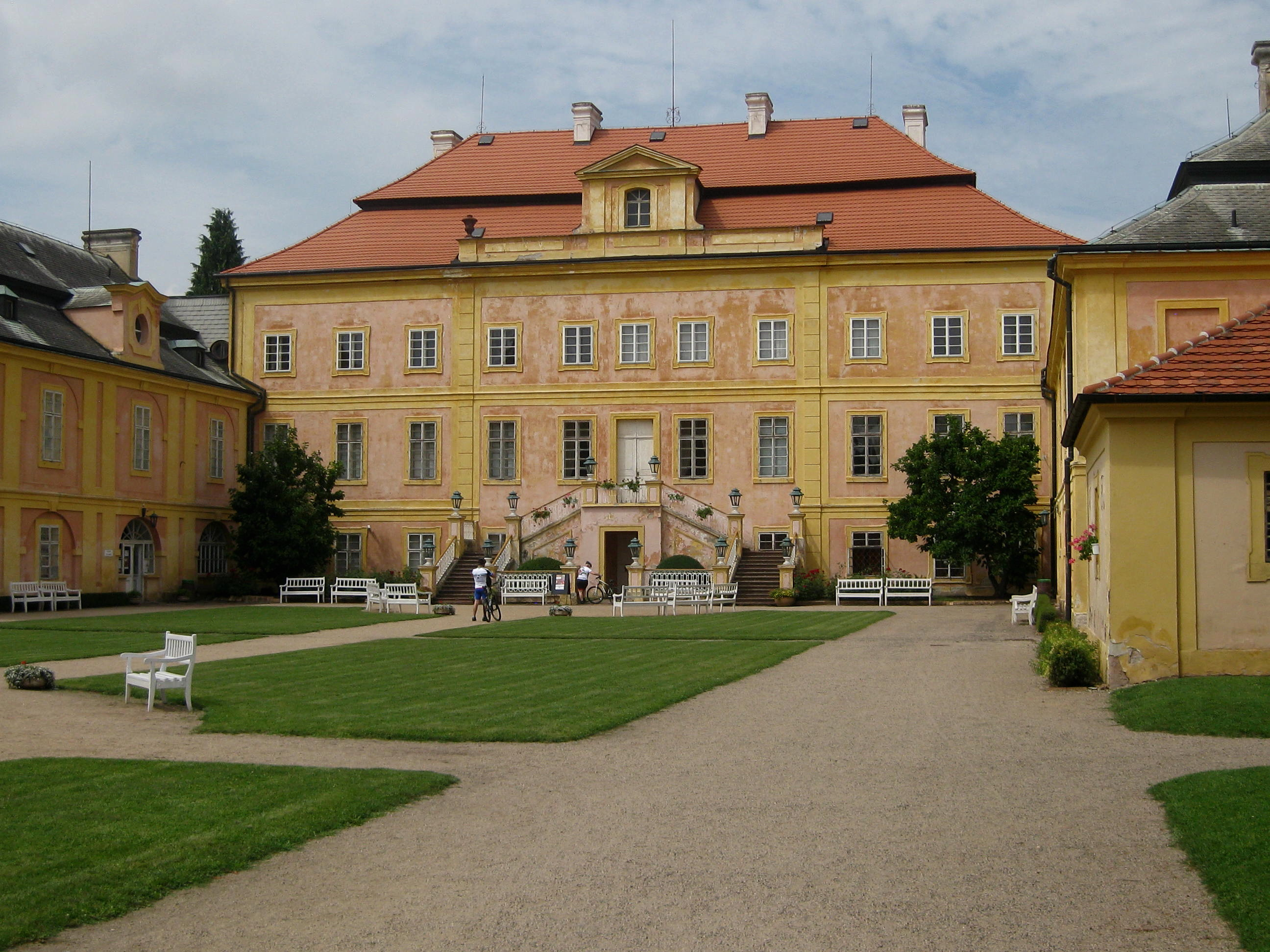
Ehrenhof

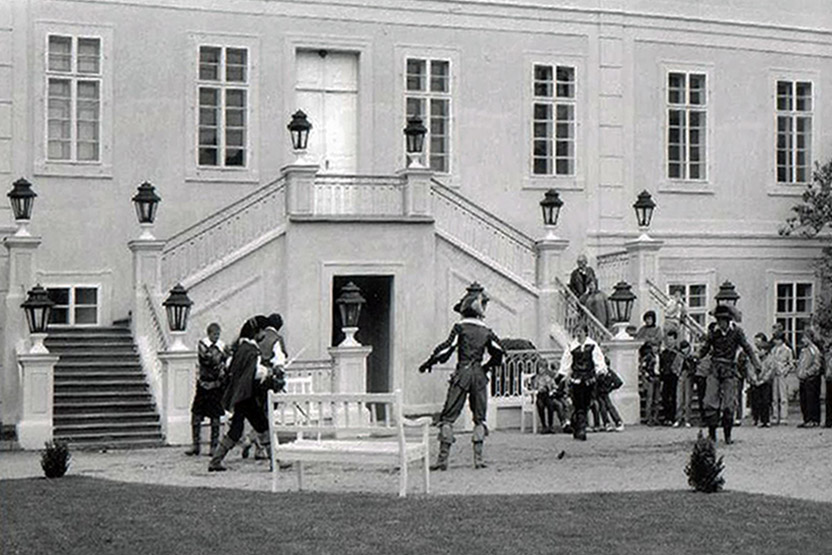
Historisches Fechten

Das Schloss Krásný Dvůr (deutsch Schönhof) liegt in der Gemeinde Krásný Dvůr im okres Louny, Tschechien.

## Geschichte
Das ursprüngliche Herrenhaus im Stil der Renaissance entstand in der zweiten Hälfte des 16. Jahrhunderts. 1649 erwarb Graf Hermann Czernin von Chudenitz – neben zahlreichen anderen Besitzen – auch das Schloss Schönhof. Dieses wurde ab 1683 nach Entwürfen von Francesco Ceresolla erneuert und von 1720 bis 1724 im Barockstil durch den Architekten Franz Maximilian Kaňka umgeändert und um zwei Seitenflügel erweitert. Auftraggeber war Graf Franz Josef, der das Schloss als Jagdsitz nutzte. An das dreiflügelige Schloss schließen sich niedrigere Wirtschaftsgebäude an, die zusammen mit dem Tor das Areal des Ehrenhofs bilden. Ab 1727 kam ein formaler Barockgarten hinzu, für den die Gartenarchitekten Matěj Ivan Ledsebe und Jakub Halířek das Terrain veränderten. 1735 kamen ein Feigenhaus und eine Reithalle hinzu und 1736 wurden drei Alleen gepflanzt, die vom Schloss aus in die Landschaft führen.
1783–1793 ließ Johann Rudolf Graf Czernin von Chudenitz die Schlosskapelle erweitern, zwei neue Treppenhäuser anbauen und das ursprüngliche Wildgehege zu einem englischen Park mit anmutigen Zierbauten umwandeln, einen 96 Hektar großen Landschaftspark, den ersten englischen Garten Böhmens. Die Inneneinrichtung, die ebenfalls am Ende des 18. Jahrhunderts umgestaltet wurde, besteht aus historischen Möbeln und Sammlungen von Gemälden und Porzellan. Das Schloss blieb bis 1945 im Besitz der Grafen Czernin von und zu Chudenitz.

## Sehenswürdigkeiten im Schlosspark
Der Naturlandschaftspark am Schloss Schönhof (ein so genannter Englischer Garten), angelegt in den Jahren 1783–1793, ist der erste seiner Art in Tschechien. Der Park, mit der heute 1000-jährigen Eiche am Schlossteich war bald in ganz Europa bekannt. Zahlreiche romantische Bauten ergänzen die Naturlandschaft.
- Obelisk (quadratisch, Höhe 26 m, 1801, zur Erinnerung an den Sieg von Karl von Österreich-Teschen bei Amberg 1796)
- Neugotischer Tempel – Aussichtsturm (1793–1796)
- Pan-Tempel mit vier ionischen Säulen (erbaut 1783 bis 1786)
- Sonnentempel (Gloriette) – Rundbau auf acht Pfeilern (1784)
- Chinesischer Pavillon – Glockenturm
- Holländisches Landhaus (1793 nach Plänen von Andreas Niederhofer)
- Lusthaus (Goethe-Pavillon) (erbaut 1784–1786)
- Voliere (achteckiges Glashaus)
- Felsen-Schlucht mit Höhle (1786)
- Bildstock am Snílek-Teich (1749, barockes Marterl, aus säulenförmigem Sandstein)
- Brücken, Teiche und Kaskaden sowie ein ehemaliger künstlicher Wasserfall
- Gedenktafel an die Besucher des Parks (1906)
- Ruheplatz mit Steinbank unter einer Eiche
- Reste der Eremitage am Ende der Felsen-Schlucht (1786)

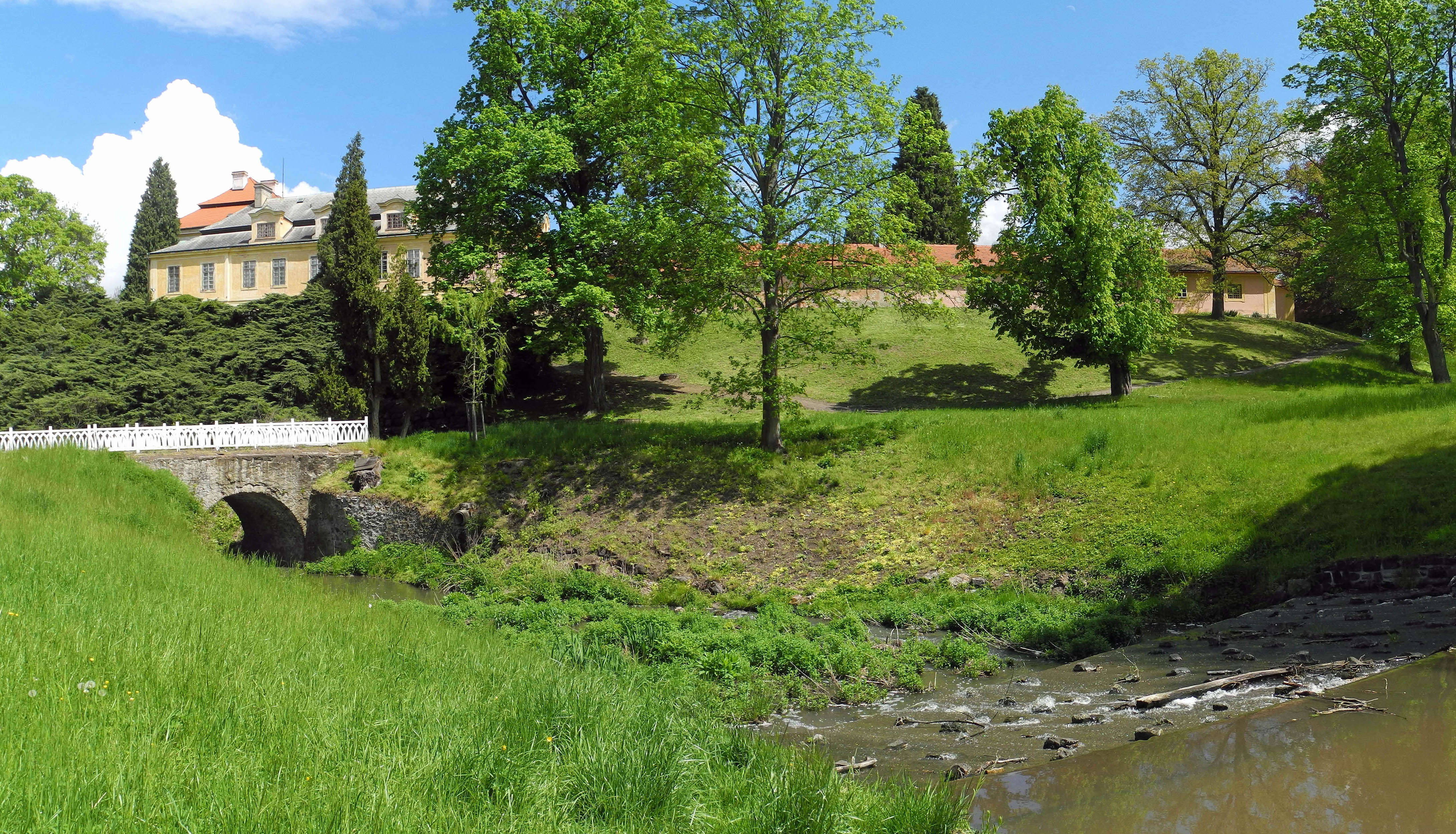
Schlosspark
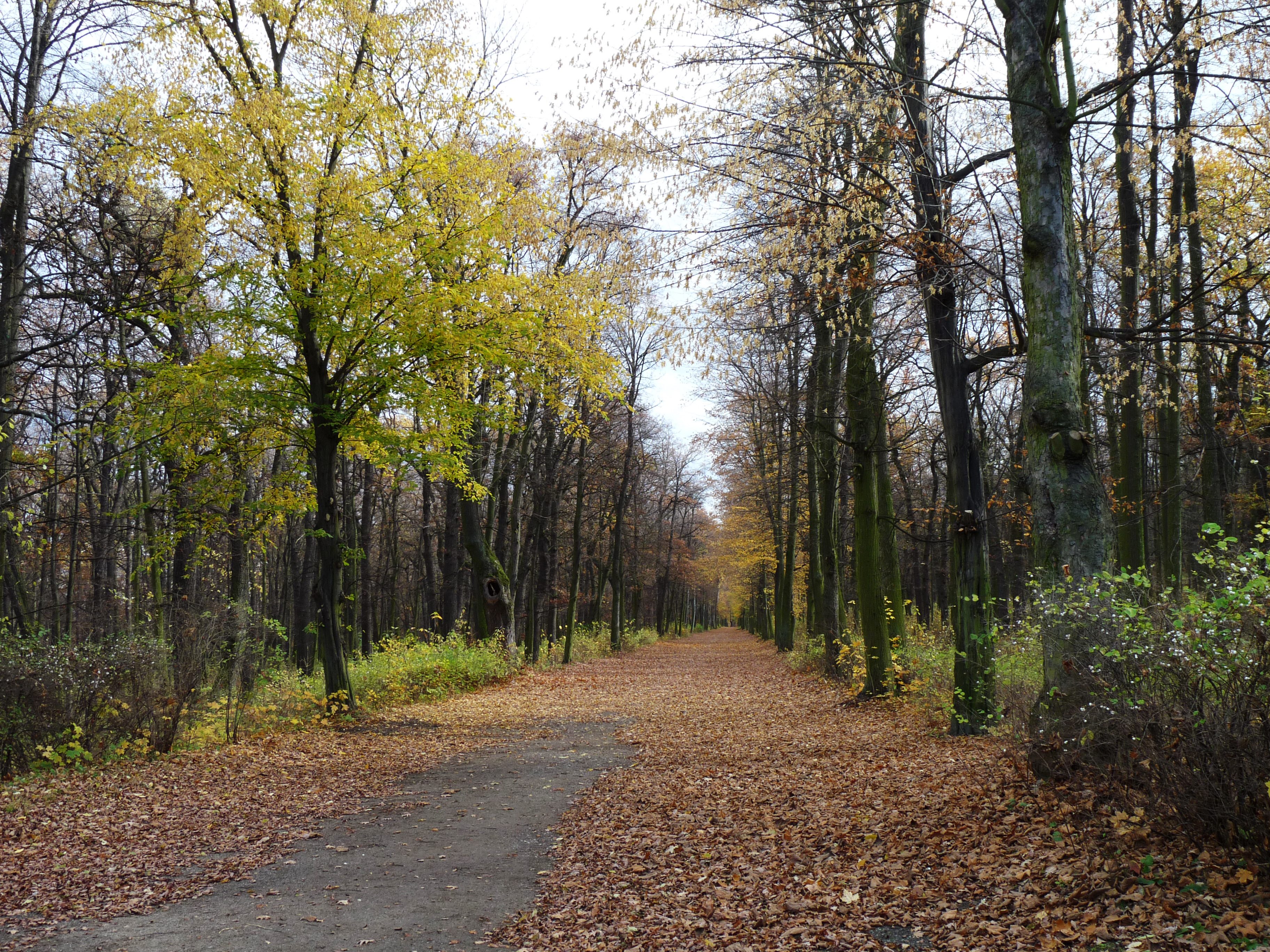
Hauptallee
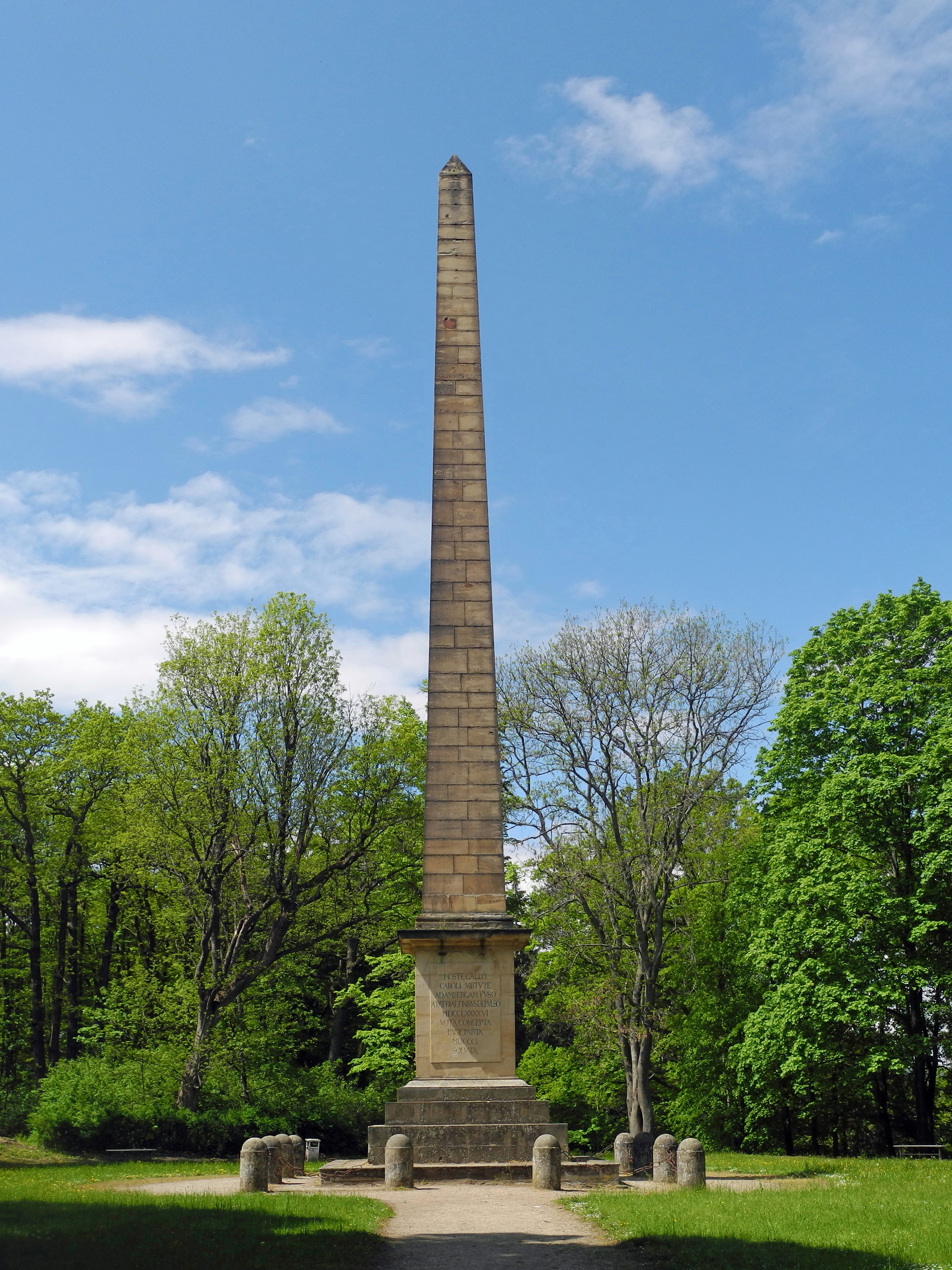
Obelisk
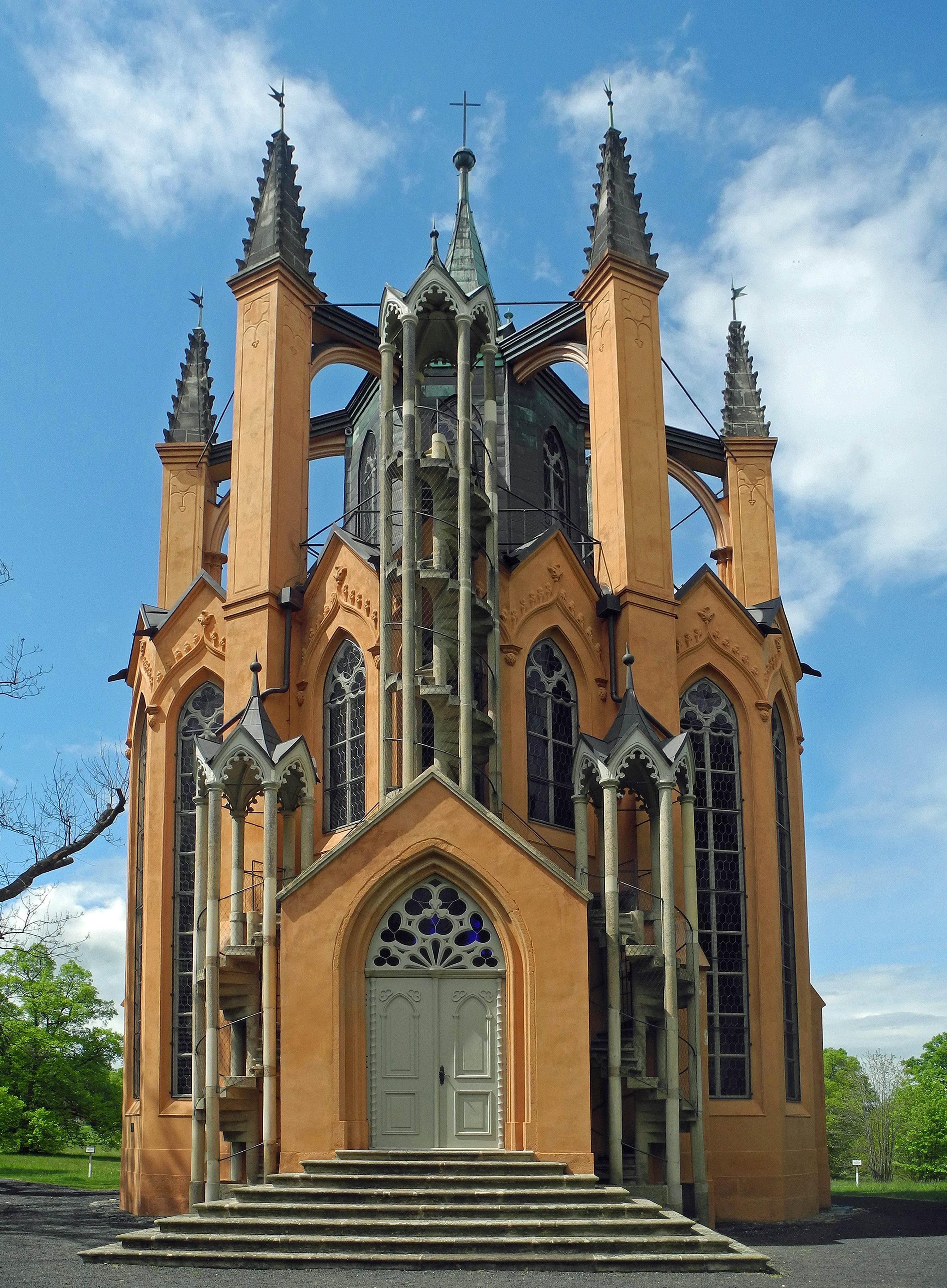
Neugotischer Tempel
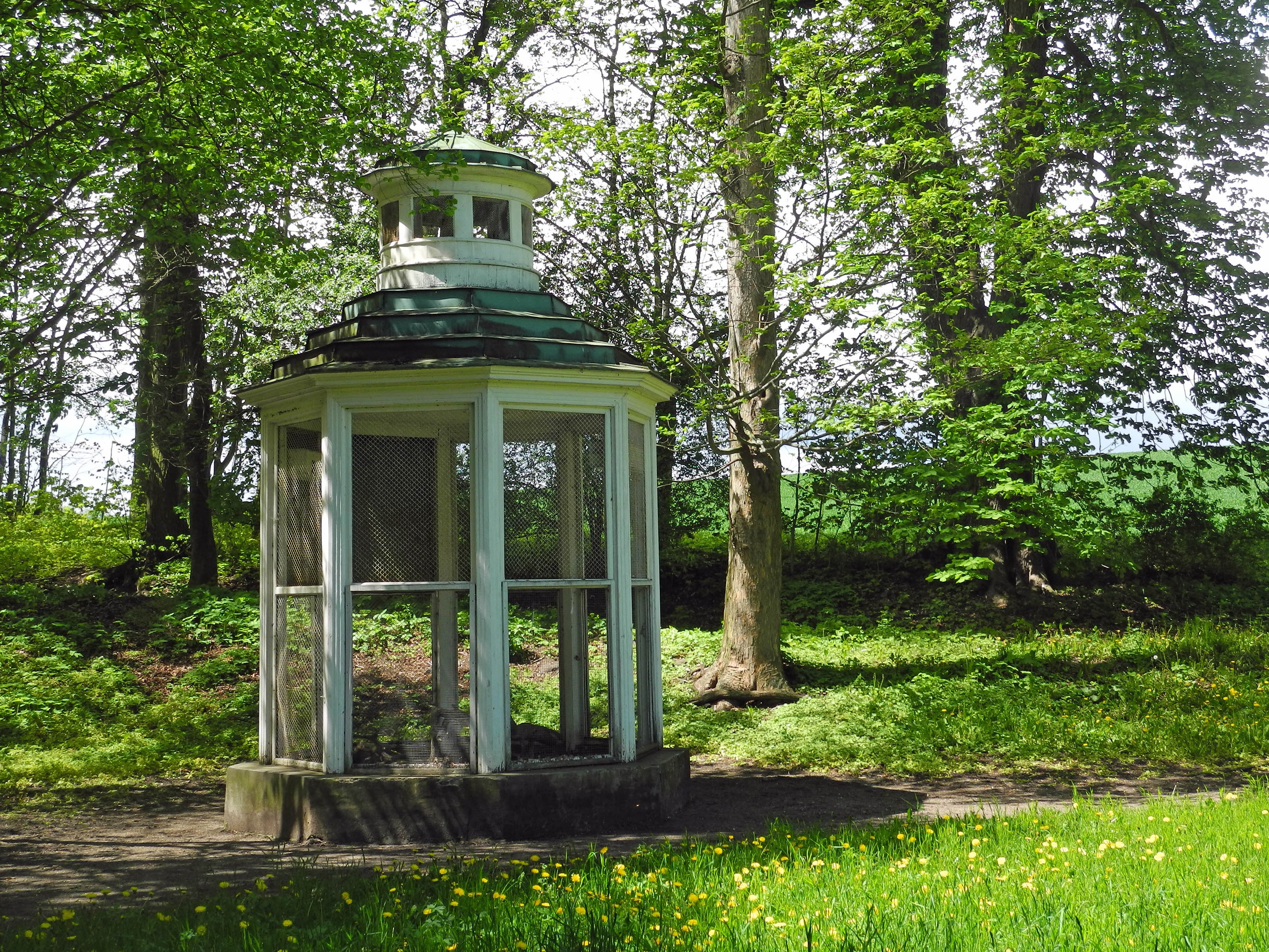
Vogelhaus (Voliere)
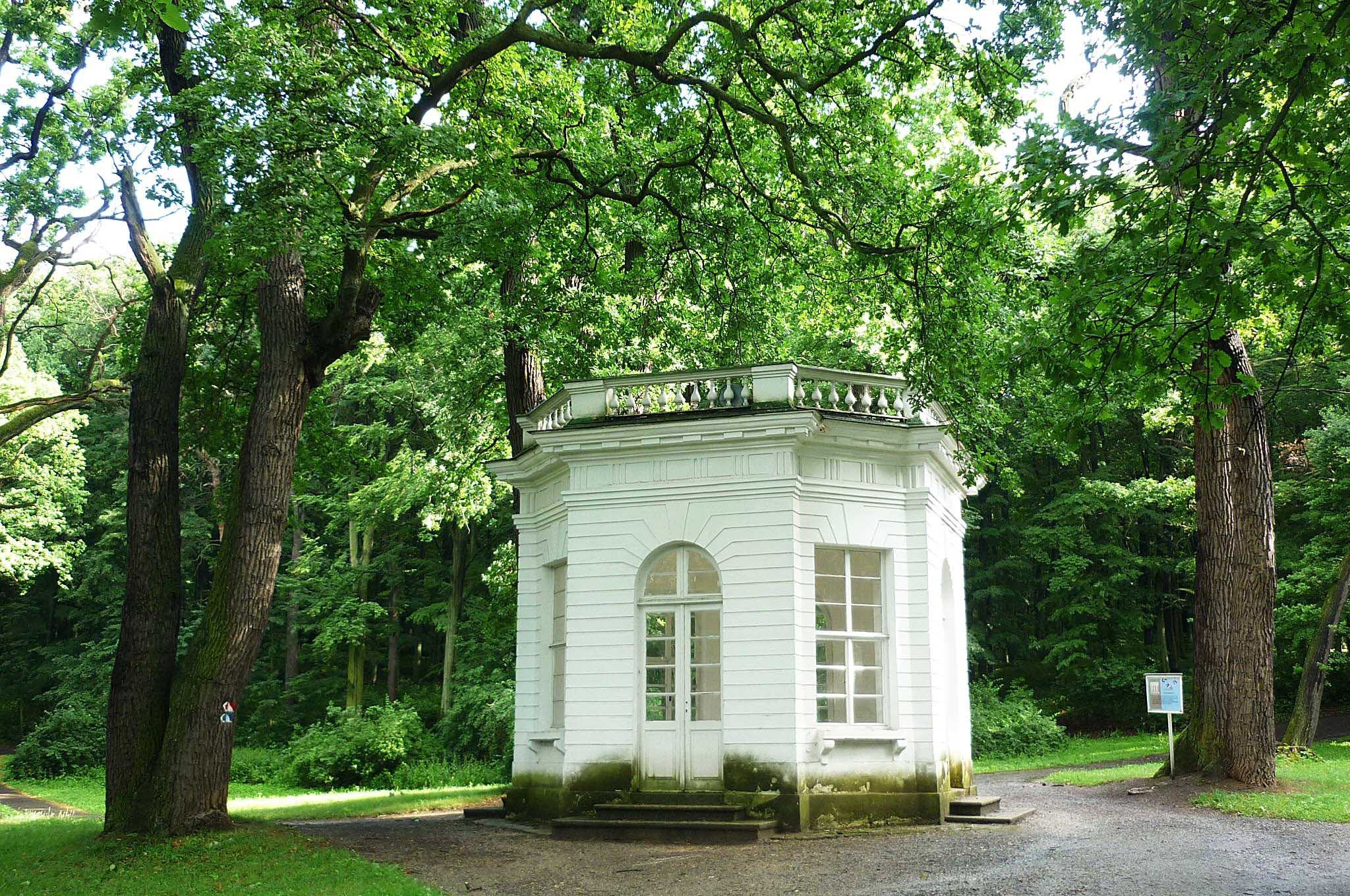
Goethe-Pavillon
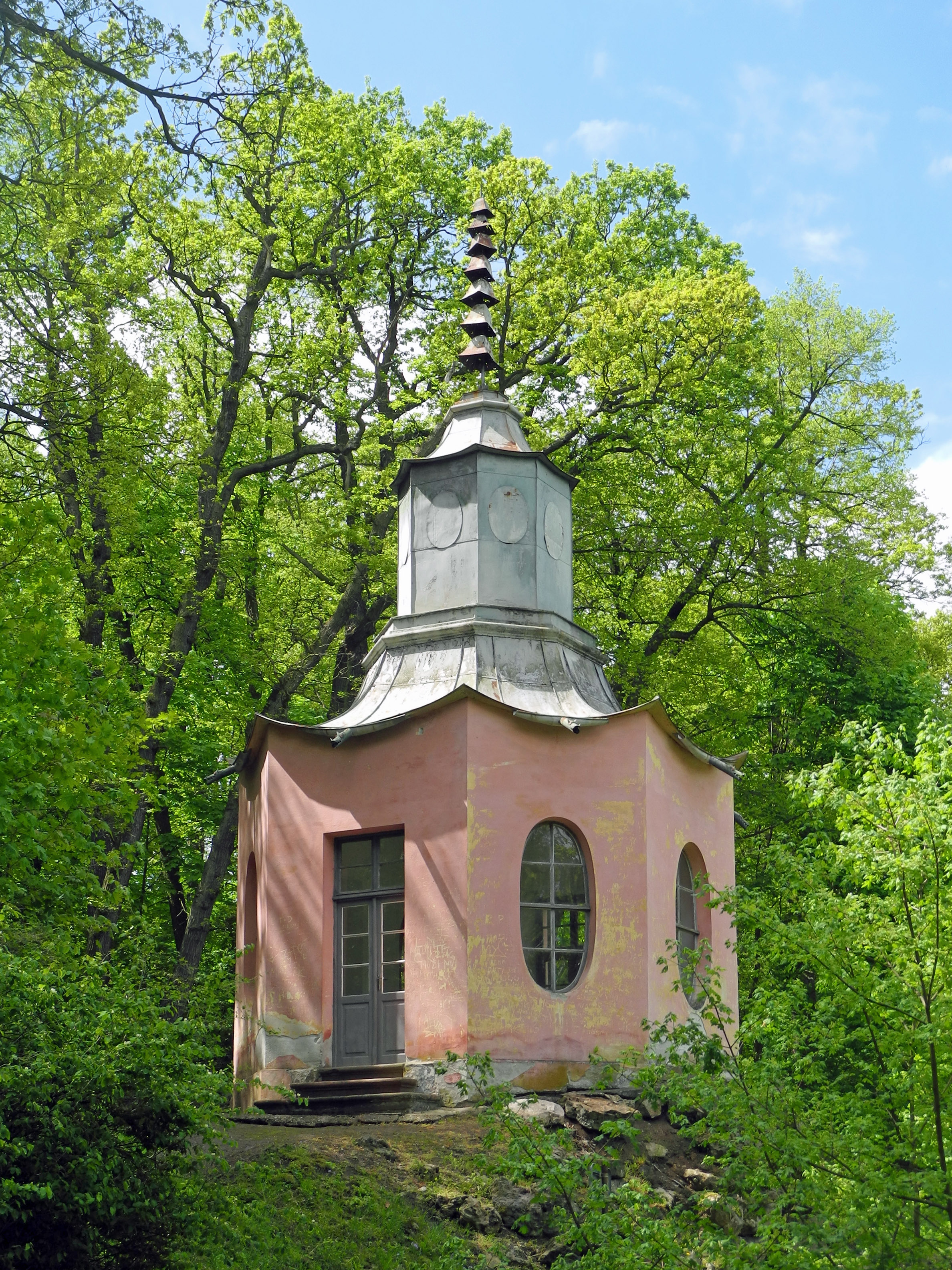
Chinesischer Pavillon
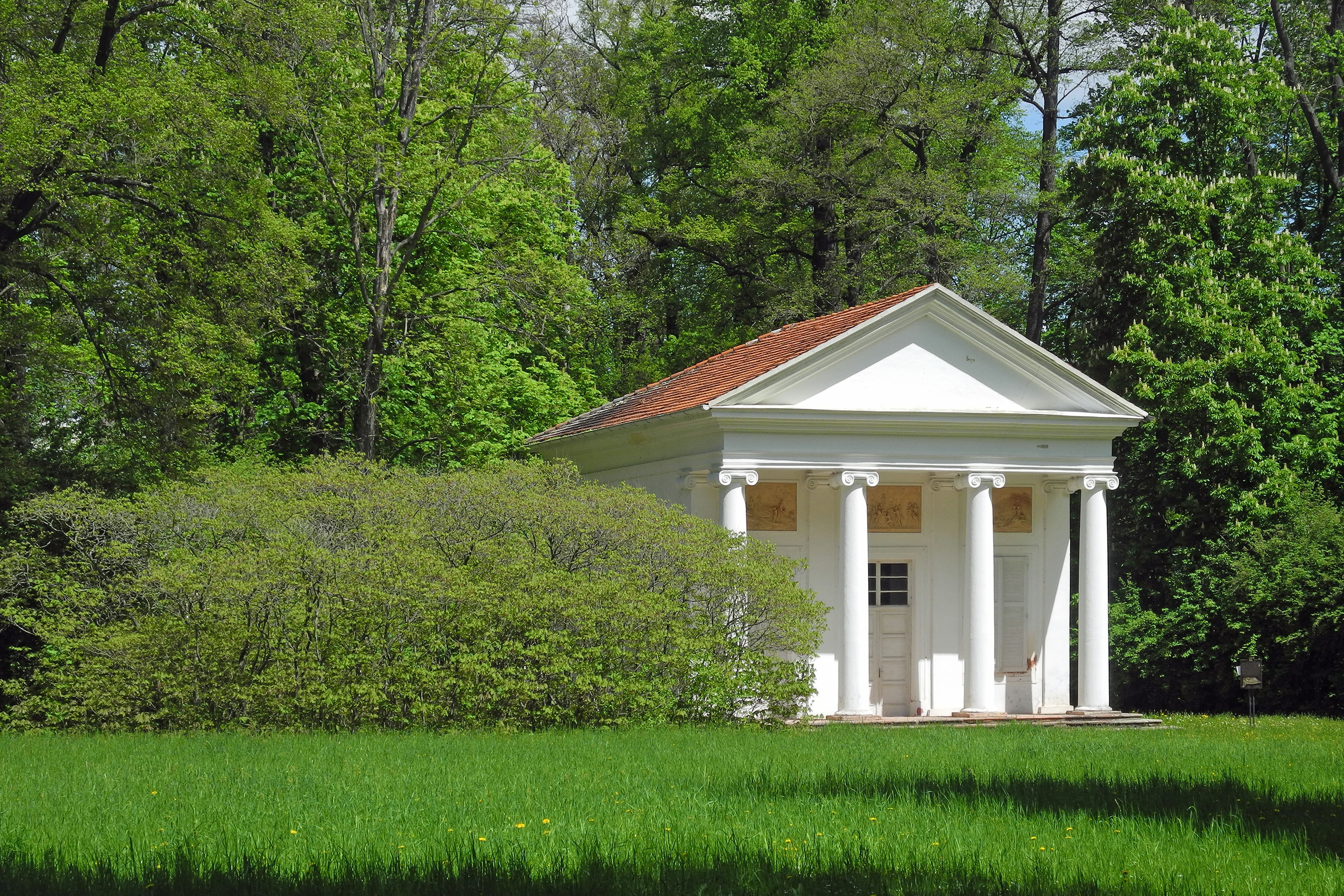
Pan-Tempel
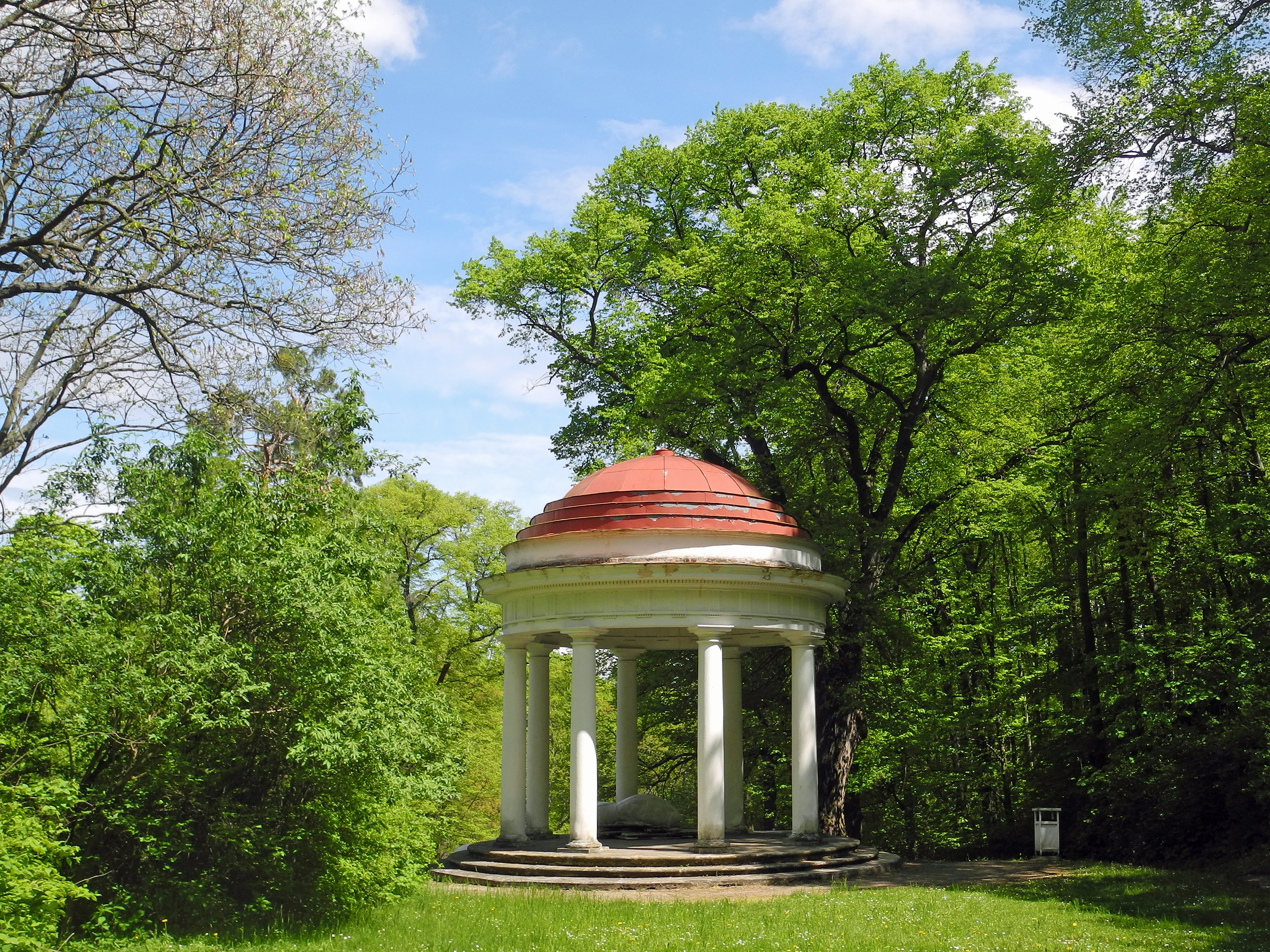
Gloriette
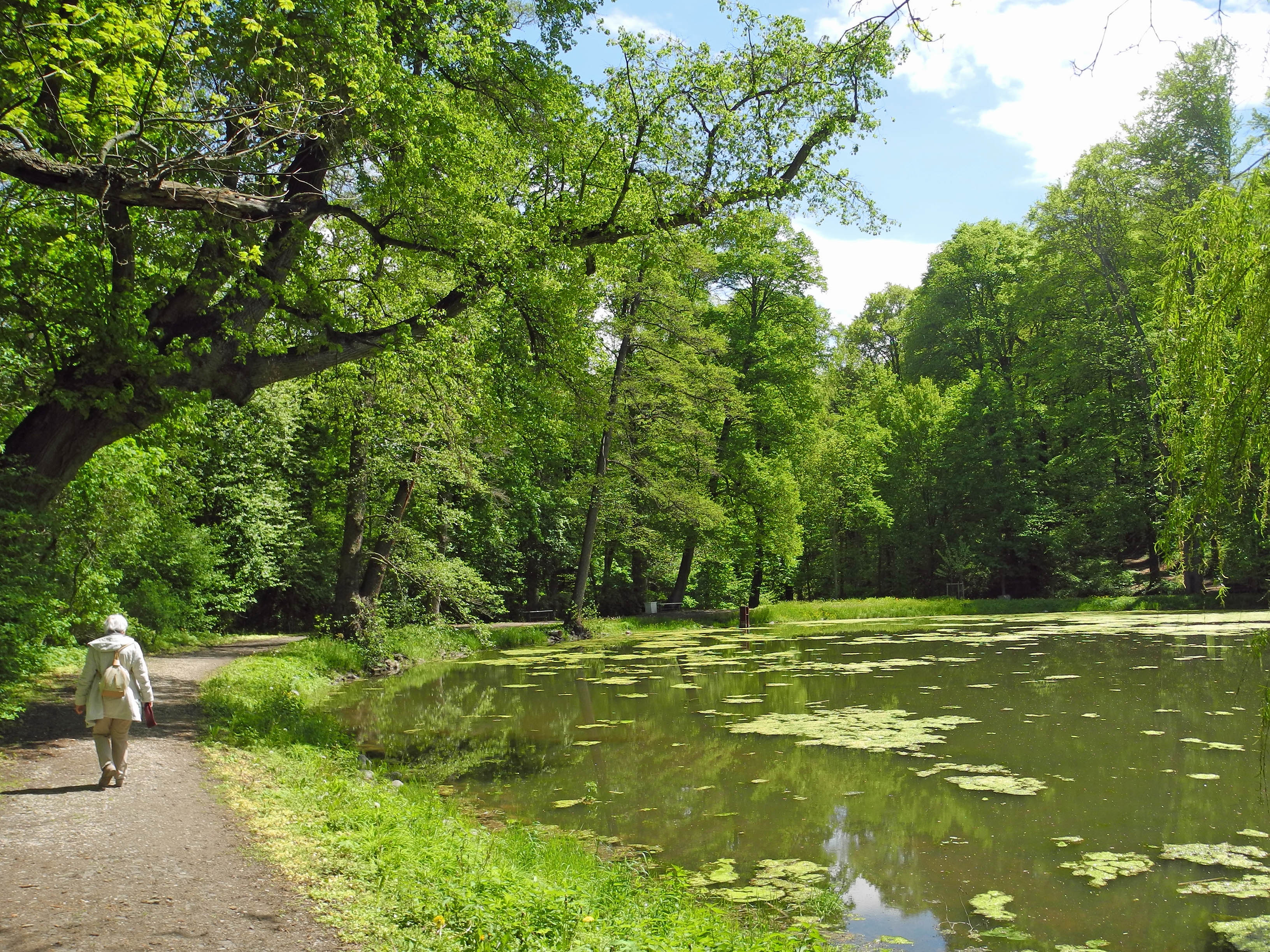
Teich Snílek
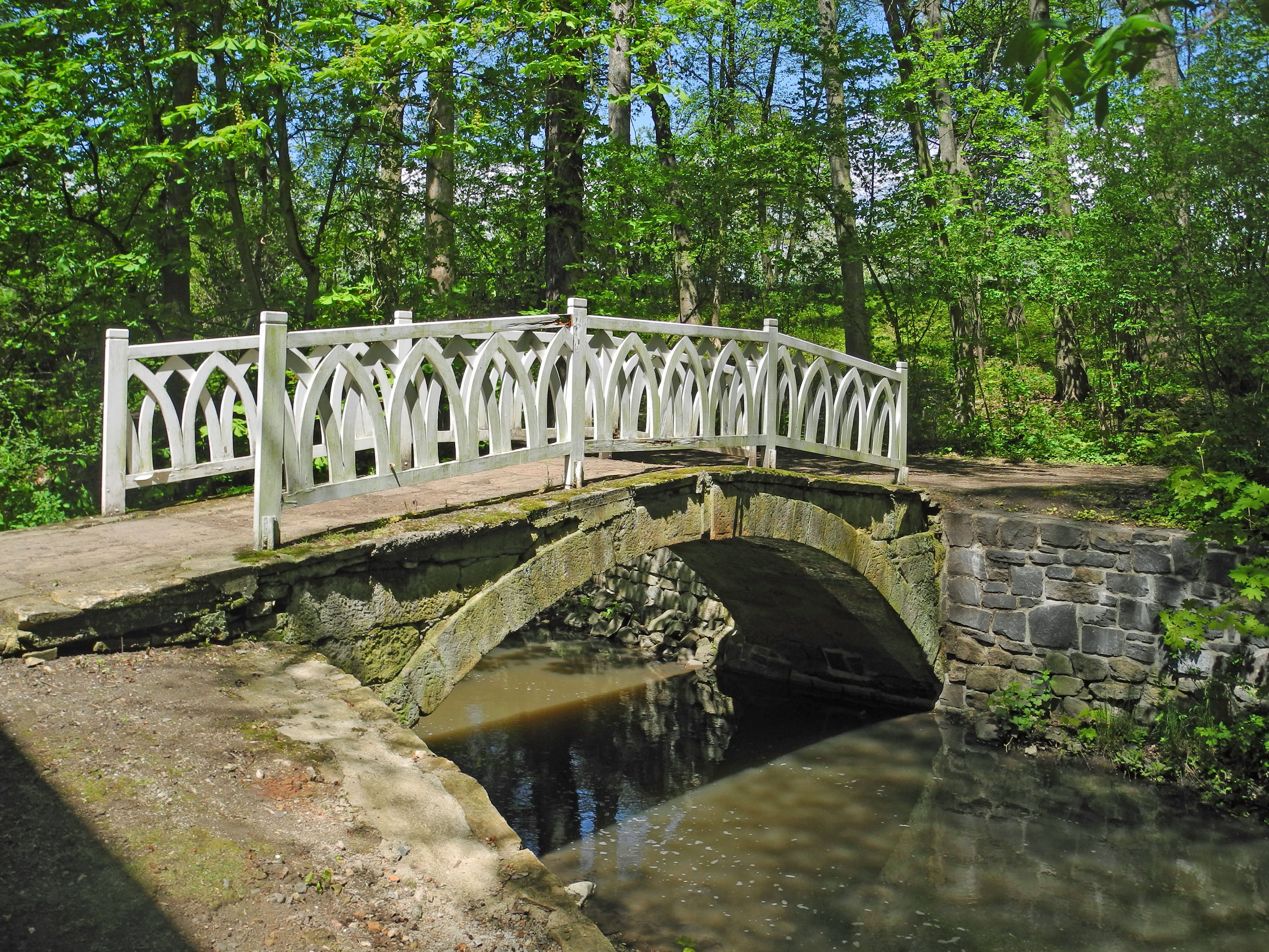
Brücke über den Leska-Bach
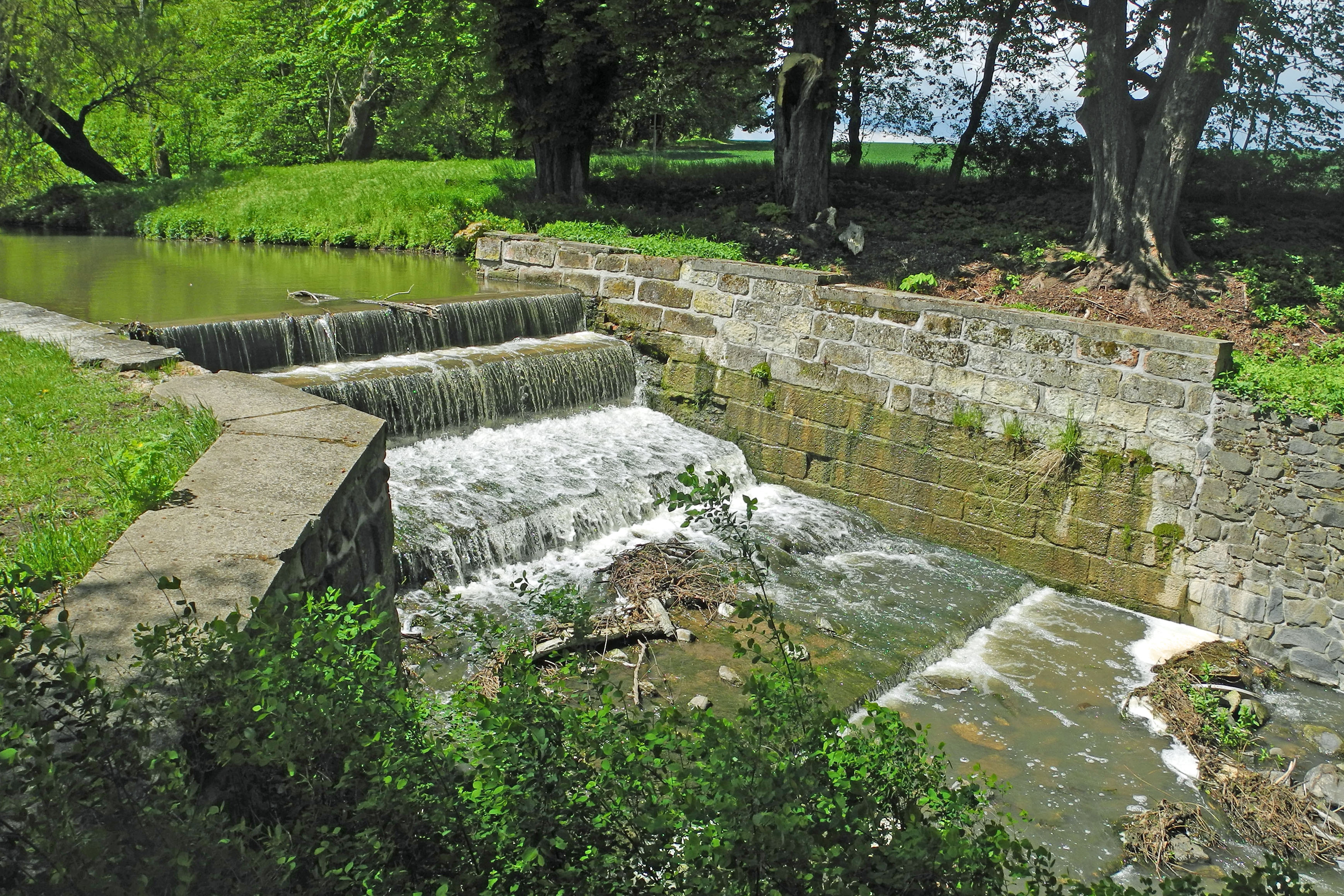
Kaskade